# Concepción Espejel Jorquera
María Concepción Espejel Jorquera (Madrid, 15 de septiembre de 1959) es una jueza española que actualmente se desempeña como magistrada del Tribunal Constitucional desde 2021. Con anterioridad, fue presidenta de la Sala de lo Penal de la Audiencia Nacional entre 2017 y 2021 y presidenta de la sección segunda de la Sala de lo Penal de la Audiencia Nacional entre 2014 y 2017. Pertenece a la Asociación Profesional de la Magistratura.

## Biografía
Estudió Derecho en el ICADE.

### Inicios
En 1983 comenzó en el juzgado de Vinaroz (Castellón), luego en Reus y Valls (Tarragona) y posteriormente en la Magistratura del Trabajo de Bilbao. En 1990 fue nombrada presidenta de la sección 2.ª de la Audiencia Provincial de Tarragona. En 1995, fue destinada a la Audiencia Provincial de Segovia. En 1998, magistrada de la Audiencia Provincial de Guadalajara y en 1999, presidenta de la misma.

#### Caso Bar Chinaski
El 5 de febrero de 2005 Israel Galve Maldonado, jefe provincial de Falange de Guadalajara, apuñala con una navaja por tres veces a un joven de izquierdas. Espejel presidió en 2007 la sección de la Audiencia Provincial que juzgó la agresión y, en la sentencia, se dice que el ánimo del falangista no era matar sino lesionar «máxime si tenemos en cuenta que la víctima es una persona delgada, con menor resistencia por tanto a la penetración, lo que denota la escasa contundencia del impacto». El acusado fue condenado por un delito de lesiones con instrumento peligroso a dos años de prisión. El agredido recurrió y el Tribunal Supremo condenó al falangista, como autor de una tentativa de homicidio, a 5 años de prisión, con la accesoria de inhabilitación especial para el derecho de sufragio pasivo durante el tiempo de la condena.

#### Caso Incendio de Riba de Saelices
En este incendio, fallecieron 11 miembros de un retén en 2005. La jueza de Sigüenza instructora del caso descartó la responsabilidad de los responsables políticos y técnicos de la Junta de Comunidades de Castilla-La Mancha (gobernada por el PSOE). Espejel, presidenta de la Audiencia de Guadalajara, y otros dos magistrados ordenaron a la jueza instructora seguir investigando a la administración. Pocas semanas después, la jueza instructora fue trasladada por una decisión del CGPJ y la nueva jueza de Sigüenza imputó a una veintena de cargos, entre los cuales la exconsejera de Medio Ambiente, Rosario Arévalo. Finalmente, fueron procesados 15 responsables políticos y técnicos. El PP ejercía la acusación particular por delitos de incendio, homicidio y contra los trabajadores. Después de dejar Espejel la Audiencia para ir al CGPJ, se eximió a los cargos políticos y técnicos y se condenó únicamente al excursionista que había provocado el incendio al hacer una barbacoa. El nuevo tribunal criticó por irrelevante e inútil gran parte de lo investigado, en un incendio cuyo origen y autor se conocían desde el inicio.

### Consejo General del Poder Judicial
En 2008, es elegida vocal del Consejo General del Poder Judicial por el Pleno del Senado, con el apoyo del Partido Popular. Y, por acuerdo del Consejo, en 2008 se le declara en servicios especiales en la Audiencia de Guadalajara.

### Audiencia Nacional
En 2012, la Comisión Permanente del CGPJ la designa presidenta de la sección segunda de la Sala de lo Penal de la Audiencia Nacional, en sustitución de Fernando García Nicolás. En 2014, toma posesión en la Audiencia Nacional. El 12 de junio de 2017, se convierte en Presidenta de la Sala de lo Penal de la Audiencia Nacional, en sustitución de Fernando Grande-Marlaska.

#### Caso Valtònyc
El rapero Josep Miquel Arenas, conocido como Valtònyc, fue detenido el 23 de agosto de 2012 por la Policía Nacional. Se le acusaba de enaltecimiento del terrorismo, apología al odio ideológico, incitación a la violencia e injurias a la Corona en la letra de sus canciones. El 22 de febrero de 2017, el tribunal de la Audiencia Nacional, formado por Concepción Espejel (presidenta y ponente), Enrique López y Juan Pablo González, lo condenó a 3 años y medio de cárcel. El Tribunal Supremo ratificó la sentencia el 20 de febrero de 2018.

#### Caso Hasél
Ver Pablo Hasél.

### Tribunal Constitucional
En el mes de octubre de 2021, se anunció por parte de los dos grandes partidos políticos españoles, PP y  PSOE, un acuerdo para renovar los magistrados del Tribunal Constitucional, en concreto los cuatro que les corresponde elegir al Congreso de los Diputados de conformidad con el artículo 159 de la Constitución. Esto fue recibido con grandes críticas por parte de sectores progresistas, dado que se trata de una magistrada extremadamente conservadora, que tiene una vinculación patente con el Partido Popular pues fue el mismo quién la nombró como vocal del Consejo General del Poder Judicial en 2008. Ha afirmado estar en contra del aborto, sentencia pendiente todavía de dictarse por parte de este tribunal.
El día 2 de noviembre de 2021, durante su comparecencia en la comisión consultiva de nombramientos del Congreso de los Diputados, fue duramente criticada por algunos de los partidos allí presentes, entre ellos Ciudadanos y Vox, quienes resaltaron su alto perfil político, afirmando que se trataba de un ataque al Estado de Derecho, no solo su nombramiento como magistrada, sino el de todos los demás candidatos propuestos en un pacto entre PP-PSOE-Unidas Podemos sin la participación de los demás grupos parlamentarios., criticando así el proceso de nombramiento a magistrados del Tribunal Constitucional tan extremadamente opaco, en el que los partidos mayoritarios se reparten los magistrados en función de  la ideología del candidato y su vínculo con el partido que lo propone. Reprochando, por último, que las comparecencias sean puros actos de trámite y no un verdadero examen de la idoneidad del candidato.
En dicha comparecencia, Concepción Espejel defendió su independencia, poniendo de relieve su alta cualificación técnica, rechazando las acusaciones relativas a su vinculación con el Partido Popular, y concretamente con María Dolores de Cospedal, explicando la ocasión en la que esta le llamó cariñosamente: "Querida Concha", puesto que se ha afirmado por parte de la mayoría de medios de comunicación la relación de amistad que mantiene con la señora De Cospedal. Asimismo, explicó porqué la recusaron en el caso Gürtel.
Su candidatura fue votada por el Congreso de los Diputados el día 11 de noviembre de 2021 con 237 votos favorables, con una diputada del Partido Popular, Cayetana Álvarez de Toledo, que votó en blanco a todos los candidatos.
El pleno del Tribunal Constitucional confirmó su idoneidad el mismo día de conformidad con lo dispuesto en el artículo 2.1 g) de la Ley Orgánica del Tribunal Constitucional. Un magistrado del Tribunal Constitucional votó en contra de la candidatura de todos los magistrados propuestos.
Su nombramiento como magistrada del Tribunal Constitucional fue publicado en el Boletín Oficial del Estado el día 18 de noviembre. Tiene un mandato de 9 años.

## Condecoraciones y reconocimientos
- 2014. Cruz Distinguida de Primera Clase de la Orden de San Raimundo de Peñafort.
- Cruz al Mérito Policial con Distintivo Blanco.
- Cruz al Mérito de la Guardia Civil con Distintivo Blanco.